# تیارک ارنست
تیارک ارنست (انگلیسی: Tjark Ernst؛ زادهٔ ۱۵ مارس ۲۰۰۳) بازیکن فوتبال اهل آلمان است که در پُست دروازه‌بان برای هرتابرلین بازی می‌کند.
وی همچنین سابقهٔ بازی در بوخوم و هرتابرلین را دارد و در تیم‌های ملی پایهٔ آلمان، از جمله زیر ۱۵ سال، زیر ۱۶ سال، زیر ۱۷ سال، زیر ۱۸ سال، زیر ۱۹ سال، زیر ۲۰ سال و زیر ۲۱ سال آلمان حضور داشته است.

## دوران باشگاهی
ارنست محصول باشگاه‌های آلمانی تی‌اس‌جی نیدردورفلدن، دی‌یوت‌کا آرمینیا بوخوم و بوخوم است. در ۱۲ فوریهٔ ۲۰۲۲، برای نخستین بار به عنوان دروازه‌بان ذخیره در ترکیب روز مسابقهٔ تیم بزرگسالان بوخوم در دیدار بوندس‌لیگا برابر بایرن مونیخ قرار گرفت. در ۳۰ ژوئن ۲۰۲۲، او با قراردادی تا سال ۲۰۲۶ به هرتابرلین پیوست و در ابتدا به تیم ذخیرهٔ این باشگاه اختصاص یافت. او نخستین بازی حرفه‌ای خود را با هرتابرلین در پیروزی ۲–۱ برابر وولفسبورگ در تاریخ ۲۷ مهٔ ۲۰۲۳ انجام داد.

## دوران ملی
ارنست بازیکن ملی جوانان آلمان است که در تمام رده‌های سنی برای این کشور بازی کرده است. در سپتامبر ۲۰۲۳، او برای دیدار مرحلهٔ انتخابی قهرمانی زیر ۲۱ سال اروپا ۲۰۲۵ به زیر ۲۱ سال آلمان دعوت شد.

## زندگی شخصی
پدر ارنست، توماس ارنست نیز یک دروازه‌بان حرفه‌ای فوتبال بود و مادرش، کرستین پولمان، نیز بازیکن حرفه‌ای فوتبال بوده است.